# Saint-Patrice-du-Désert

Saint-Patrice-du-Désert este o comună în departamentul Orne, Franța. În 1 ianuarie 2022 avea o populație de 232 de locuitori.